# Ариосто, Лудовико
Лудови́ко Арио́сто (итал. Ludovico Ariosto, 8 сентября 1474, Реджо-нель-Эмилия — 6 июля 1533, Феррара) — итальянский поэт и драматург эпохи Возрождения.

## Биография
Отец Лудовико видел сына правоведом, однако юноша, которого не привлекала юриспруденция, посвятил себя изучению классической литературы. Он так хорошо усвоил формы и размеры римской поэзии, что без труда писал любые стихи на латыни. Стихотворение «Carmen Epithalamium», написанное на латинском языке по случаю бракосочетания герцога Альфонса I с Лукрецией Борджиа, расположило двор к молодому поэту, и в 1503 он поступил на службу к кардиналу Ипполиту д’Эсте, брату герцога Альфонса. Ариосто отвечал за организацию различных придворных празднеств.
В 1522 году Ариосто стал губернатором Гарфаньяны. Вернувшись, он построил себе небольшой домик с садом и огородом, где и жил до конца жизни со своей возлюбленной Алессандрой Бенуччи (ок. 1481—1552). Она происходила из флорентийской купеческой семьи, была женой Тито ди Леонардо Строцци (двоюродного брата поэта Тито Веспасиано Строцци), родила ему шестерых детей. Отношения с Ариосто начались в 1513 г., но и после смерти мужа (1515) продолжали оставаться тайными. Брак с Ариосто (1528) также был тайным (Алессандра желала сохранить права на наследство первого мужа). Ариосто, со своей стороны, ни разу не назвал имя возлюбленной и жены в своих сочинениях.

## Творчество

### «Неистовый Орландо»
Наиболее знаменитое сочинение Ариосто — поэма «Неистовый Роланд» («Неистовый Орландо»), работа над которой заняла 25 лет (1507—1532). Сюжет «Неистового Роланда» основан на каролингском эпосе, который в Италии уже давно перенял романтический стиль произведений о рыцарях Круглого стола. Обращение автора поэмы к сюжетам французских рыцарских романов, весьма распространённых и в итальянских народных сказаниях, не было случайным. Подвиги паладинов императора Карла Великого и приключения рыцарей короля Артура, прочно вошедшие в средневековую романистику, впервые объединил в поэме «Влюблённый Роланд» («Влюблённый Орландо») непосредственный предшественник Ариосто при феррарском дворе Маттео Мария Боярдо. Его поэма, создававшаяся в 1483—1494 гг., осталась незавершённой из-за смерти поэта. Ариосто продолжил многие сюжетные линии «Влюблённого Орландо», достаточно стереотипные также и для итальянских народных поэм каролингского и бретонского циклов.

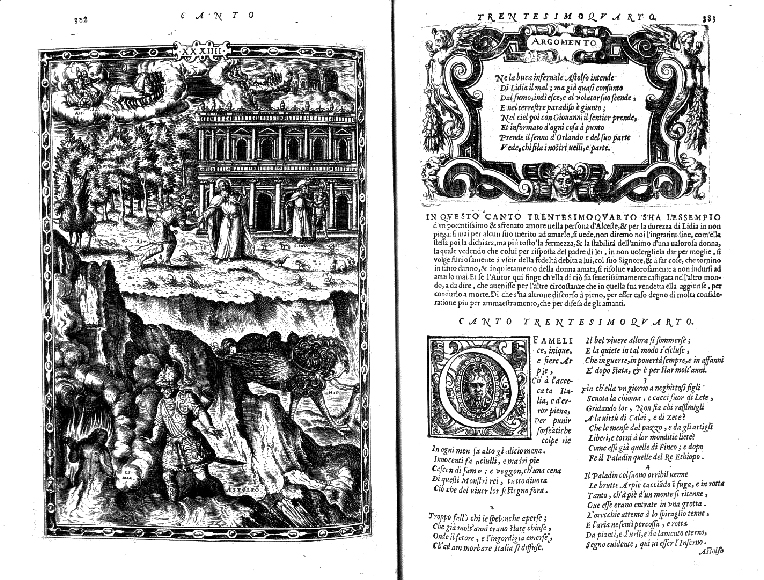
Тридцать четвёртая песнь «Неистового Роланда». Издатель Франческо Франческини. 1565

"Неистовый Роланд" состоит из трёх крупных эпизодов: нашествие мавров на Францию, безумие Роланда и роман Руджиеро и Брадаманты, прославляющий дом д’Эсте. Три основных части сопровождаются бесконечным количеством второстепенных эпизодов и составляют вместе единую картину, носящую отпечаток великого гения Ариосто.
Герои поэмы Ариосто — искатели приключений, участвующие в сражениях с сарацинами — врагами Карла Великого, великанами, чудовищами. Они — влюблённые, верные своим возлюбленным, ради которых совершают подвиги. Неистовый Орландо одержим безумной любовью к Анджелике — черта многих героев средневековых романов (безумие влюблённого в Изольду Тристана, страстная любовь Ланселота и т. д.). Однако традиционные сюжеты и характеры обрели в поэме Ариосто новую жизнь на основе гармоничного синтеза, свойственного эстетике и стилистике Высокого Возрождения. В отличие от средневековых романов поэма Ариосто лишена морализирующей функции, позиция автора пронизана иронией — он создает героико-комическое произведение. Ариосто проявляет исключительную свободу в композиционном построении поэмы, которая состоит из множества переплетающихся и параллельных сюжетных линий, нередко почти зеркально отражающих друг друга. Целое, однако, образует единство, обладающее чертами ренессансной соразмерности.
Оперируя материалами средневекового романа, Ариосто принимал скорее его жанровые правила, нежели идеологию. Герои поэмы обладают новыми, ренессансными чертами. Им свойственны полнота человеческих чувств, прежде всего сила земной любви, радостное ощущение жизни и, наконец, сильная воля как залог победы в драматических ситуациях. «Золотые октавы» поэмы Ариосто внесли огромный вклад в формирование литературного итальянского языка. В XVI в. «Неистовый Орландо» издавался многократно, поэма была доступна любому грамотному читателю.

### Другие произведения
Будучи придворным комедиографом в Ферраре, Ариосто создал ряд прославивших его комедий — «Комедия о сундуке», «Чернокнижник», «Подменённые». Источник комизма он искал в самой действительности, воссоздавая образы горожан, охваченных страстью к наживе или плотским удовольствиям. Вне критики оставался сам герцог Феррары. Его двор, где уже в 80-90-е годы XV в. ставили Плавта и Теренция, оказался родиной ренессансной комедии. Театральные постановки приурочивались, как правило, к сезону карнавальных празднеств, которые отличались здесь особой красочностью.

## В филателии
В честь 500-летия Ариосто выпущена итальянская почтовая марка 1974 года.